# Матусівська волость
Матусівська волость (рос. Матусовская волость) — історична адміністративно-територіальна одиниця Черкаського повіту Київської губернії з центром у селі Матусів.
Станом на 1886 рік — складалася з 4 поселень, 2 сільських громад. Населення — 5086 осіб (2473 чоловічої статі та 2613 — жіночої), 1033 дворових господарств.
|                     | Площа, десятин | У тому числі орної, десятин |
| ------------------- | -------------- | --------------------------- |
| Сільських громад    | 4438           | 3465                        |
| Приватної власності | 11105          | 6501                        |
| Іншої власності     | 104            | 90                          |
| Загалом             | 15647          | 10056                       |

Основне поселення волості:
- Матусів — колишнє власницьке село при річці Ташлик за 60 верст від повітового міста, 3070 осіб, 704 двори, 2 православні та домова церкви, єврейська школа, 2 школи, 2 лавки, За 2 версти — бурякоцукровий завод.
- Макіївка — колишнє власницьке село при річці Ташлик, 1599 осіб, 326 дворів, православна церква, школа, постоялий будинок.

Старшинами волості були:
- 1909 року — Іван Карбовничий[2];
- 1910 року — Іван Кононов[3];
- 1912—1915 роках — Іван Семенович Новохатько[4],[5],[6].